# Pete Lovely
Gerard Carlton »Pete« Lovely, ameriški dirkač Formule 1, * 11. april 1926, Livingston, Montana, ZDA, † 15. maj 2011.
Debitiral je v sezoni 1959, ko je nastopil le na prvi dirki sezone za Veliko nagrado Monaka, kjer se mu ni uspelo kvalificirati na dirko. V naslednji sezoni 1960 je nastopil le na domači in zadnji dirki sezone za Veliko nagrado ZDA, kjer je zasedel enajsto mesto. Po dolgem premoru se je v Formulo 1 vrnil v sezoni 1969, ko je nastopil na treh dirkah in na dirki za Veliko nagrado Kanade je dosegel svoj najboljši rezultat v karieri, sedmo mesto. V sezonah 1970 in 1971 je skupaj nastopil še na šestih dirkah, a ni več dosegel uvrstitve, kasneje pa ni več dirkal v Formul 1.

## Popolni rezultati Formule 1
(legenda) (odebeljene dirke pomenijo najboljši štartni položaj, poševne pa najhitrejši krog, †-uvrščen kljub odstopu)
| Leto | Moštvo                      | Šasija      | Motor              | 1       | 2   | 3   | 4   | 5       | 6       | 7     | 8   | 9     | 10      | 11     | 12      | 13  | Prv | Toč |
| ---- | --------------------------- | ----------- | ------------------ | ------- | --- | --- | --- | ------- | ------- | ----- | --- | ----- | ------- | ------ | ------- | --- | --- | --- |
| 1959 | Team Lotus                  | Lotus 16    | Climax Straight-4  | MON DNQ | 500 | NIZ | FRA | VB      | NEM     | POR   | ITA | ZDA   |         |        |         |     | -   | 0   |
| 1960 | Fred Armbruster             | Cooper T45  | Ferrari Straight-4 | ARG     | MON | 500 | NIZ | BEL     | FRA     | VB    | POR | ITA   | ZDA 11  |        |         |     | -   | 0   |
| 1969 | Pete Lovely Volkswagen Inc. | Lotus 49B   | Cosworth V8        | JAR     | ŠPA | MON | NIZ | FRA     | VB      | NEM   | ITA | KAN 7 | ZDA Ret | MEH 9  |         |     | -   | 0   |
| 1970 | Pete Lovely Volkswagen Inc. | Lotus 49B   | Cosworth V8        | JAR     | ŠPA | MON | BEL | NIZ DNQ | FRA DNQ | VB NC | NEM | AVT   | ITA     | KAN    | ZDA DNQ | MEH | -   | 0   |
| 1971 | Pete Lovely Volkswagen Inc. | Lotus 49/69 | Cosworth V8        | JAR     | ŠPA | MON | NIZ | FRA     | VB      | NEM   | AVT | ITA   | KAN NC  | ZDA NC |         |     | -   | 0   |